# Christie Benet
Christie Benet (Abbeville, 1879. december 26. – Columbia, 1951. március 30.) az Amerikai Egyesült Államok szenátora (Dél-Karolina, 1918).